# Star Trek III: The Search for Spock
Star Trek III: The Search for Spock (Brasil: Jornada nas Estrelas III: À Procura de Spock / Portugal: Star Trek III: A Aventura Continua) é um filme norte-americano de ficção científica lançado em 1984 dirigido por Leonard Nimoy e escrito e produzido por Harve Bennett. É o terceiro longa-metragem da franquia Star Trek e é estrelado por todo o elenco original da série de televisão da década de 1960. The Seach for Spock forma a peça central de uma trilogia que começou em Star Trek II: The Wrath of Khan e se encerra em Star Trek IV: The Voyage Home. Na história, o almirante James T. Kirk e sua tripulação descobrem que o espírito do falecido Spock está preso dentro da mente de Leonard McCoy, com eles precisando sequestrar a USS Enterprise para recuperar o corpo Spock, no caminho enfrentando klingons que desejam roubar a tecnologia de terraformação Gênesis.
A Paramount Pictures comissionou um terceiro filme de Star Trek após o sucesso comercial e crítico de The Wrath of Khan. O estúdio pediu para Nimoy retornar como Spock e o ator aproveitou a oportunidade para também assumir a posição de diretor. Bennett escreveu o roteiro de trás para frente, começando pelo fim e voltando, querendo que a destruição da Enterprise fosse um evento chocante para o público. Bennett e Nimoy colaboraram com a companhia de efeitos visuais Industrial Light & Magic (ILM) a fim de desenvolver os storyboards e novas naves estelares; a ILM também produziu a grande maioria das sequências de efeitos. O filme inteiro foi filmado dentro dos estúdios da Paramount, com exceção de um único dia em locação. O compositor James Horner retornou de The Wrath of Khan para expandir seus temas musicais.
The Seach for Spock estreou em 1 de junho de 1984, arrecadando mais de dezesseis milhões de dólares em sua primeira semana. Ele acabou ganhando 76 milhões na bilheteria da América do Norte e teve uma receita total mundial de 87 milhões. A recepção do filme foi em sua maior parte positiva, porém bem menos que o filme anterior. Os críticos elogiaram o elenco e os personagens, porém criticaram o enredo enquanto os efeitos tiveram uma recepção mista. O bom resultado obtido com The Seach for Spock fez a Paramount pedir para Nimoy retornar para dirigir sua sequência, The Voyage Home.

## Enredo
A nave estelar USS Enterprise retorna para a Terra após a batalha contra super-humano Khan Noonien Singh, que tentou destruir a Enterprise ao detonar um dispositivo de terraformação chamado Gênesis. O capitão Spock se sacrificou para salvar a nave e seu caixão foi lançado para o superfície do planeta criado pela detonação de Gênesis. O doutor Leonard McCoy começa a agir de maneira estranha ao chegar na Terra e acaba sendo preso. O almirante Morrow da Frota Estelar informa a tripulação da Enterprise que a nave será descomissionada, também ordenando que todos não falem sobre Gênesis devido à tensão política resultante.
A tenente Saavik e David Marcus, filho do almirante James T. Kirk e um dos principais cientistas do Projeto Gênesis, investigam o planeta recém criado a bordo da nave USS Grissom. Os dois descem até a superfície após encontrarem uma forma de vida inesperada. Eles descobrem que Gênesis ressuscitou Spock na forma de uma criança, porém sua mente não está presente. Marcus admite que usou a instável "protomatéria" no desenvolvimento de Gênesis, algo que causa Spock a envelhecer rapidamente e que fará o planeta se destruir em questão de horas. Enquanto isso, o comandante klingon Kruge intercepta informações sobre o dispositivo de terraformação. Ele acredita que Gênesis pode ser usado como uma arma, partindo para o planeta, destruindo a Grissom e fazendo Marcus, Saavik e Spock de reféns.
Sarek, pai de Spock, confronta Kirk sobre a morte do filho. Os dois descobrem que Spock transferiu seu "katra", ou espírito, para McCoy pouco antes de morrer. O corpo e katra são necessários para que Spock possa ser devidamente enterrado em Vulcano, com McCoy correndo risco de vida por carregar o katra. Kirk e seus oficiais desobedecem suas ordens, libertam McCoy da prisão, sabotam a USS Excelsior e sequestram a Enterprise para voltarem até o Planeta Gênesis e recuperar o corpo de Spock.
A Enterprise acaba atacada e desabilitada por Kruge. No impasse que se segue, o comandante klingon ordena que um dos reféns seja executado e Marcus é morto ao tentar defender Saavik e Spock. Kirk e o resto da tripulação fingem sua rendição e acionam a autodestruição da Enterprise, matando a equipe de invasão klingon enquanto teletransportam-se para a superfície do planeta. Kirk atrai Kruge e o faz levar a tripulação embora para a nave deste. Os dois lutam enquanto Gênesis se desintegra, com o almirante conseguindo chutar o klingon para um abismo de lava. Kirk e seus oficiais assumem o comando da nave klingon e partem para Vulcano.
O katra de Spock é reunido com seu corpo através de um ritual chamado "fal-tor-pan". A cerimônia é bem sucedida, porém as memórias de Spock estão todas fragmentadas. Ele mesmo assim consegue reconhecer a tripulação e Kirk, chamando-o de "Jim".

## Elenco

O elenco de The Search for Spock. Da esquerda para a direita: Lenard, Koenig, Takei, Shatner, Anderson, Kelley, Nichols, Doohan e Curtis

- William Shatner como James T. Kirk, um almirante da Frota Estelar. Shatner comentou que inicialmente foi embaraçoso ser dirigido por Leonard Nimoy, seu colega de elenco e amigo de longa data, porém ficou mais fácil no decorrer das filmagens a medida que o ator percebeu o quão confiante o diretor estava.[2] Shatner entrou em dieta antes do início da produção para poder perder peso, porém ele tendia a dar "escapadas" enquanto as filmagens prosseguiam; o departamento de figurinos precisou fazer doze camisas para ele.[3] O ator posteriormente afirmou que acreditava que a cena em que descobre a morte de seu filho foi o "melhor momento em película de Kirk".[4]
- DeForest Kelley como Leonard McCoy, o oficial médico chefe da USS Enterprise. Kelley admitiu ter tido dificuldades ocasionais em ser dirigido e atuar junto com seu colega de elenco. Entretanto, o ator afirmou que nunca teve dúvidas sobre as habilidades de Nimoy para dirigir o filme.[5] Kelley também brincou com as sugestões que Star Trek tinha copiado Star Wars, respondendo que o contrário era verdade.[6]
- James Doohan como Montgomery Scott, o engenheiro chefe da Enterprise.[7]
- George Takei como Hikaru Sulu, o piloto da Enterprise. Takei inicialmente ficou incomodado que Sulu foi chamado de "baixinho" pelo guarda da cela de McCoy, pedindo aos produtores para que a fala fosse cortada. Porém o ator mudou de ideia e prontamente se desculpou após assistir o filme pela primeira vez.[8] Takei mais tarde admitiria em sua autobiografia que "sem aquela narceja do [guarda], a cena [em que seu personagem eventualmente bate no mesmo guarda] não teria sido tão heroica para Sulu".[9]
- Walter Koenig como Pavel Chekov, o navegador e o oficial de ciências interino da Enterprise.[7]
- Nichelle Nichols como Uhura, a oficial de comunicações da Enterprise. Nichols sempre insistiu para sua personagem usar uma saia; apesar do uniforme feminino padrão da Frota Estelar ser com calças, o figurinista Robert Fletcher criou uma versão com saia especificamente para a atriz.[8]
- Christopher Lloyd como Kruge, um comandante klingon. Nimoy admirava o trabalho de Lloyd no filme One Flew Over the Cuckoo's Nest e na série Taxi, tendo ficado impressionado com sua habilidade de interpretar vilões poderosos. O diretor afirmou que o ator trouxe um bem vindo elemento de teatralidade para o papel.[10]
- Robin Curtis como Saavik, uma vulcana trabalhando com David Marcus. Kirstie Alley tinha interpretado a personagem em Star Trek II: The Wrath of Khan, porém não quis retornar por temer ficar estigmatizada pelo papel.[11] Curtis tinha chegado em Los Angeles em 1982 e ficado amiga do chefe do departamento de seleção de elenco da Paramount Pictures, que a recomendou para fazer Saavik. Nimoy se encontrou com a atriz e lhe deu o papel no dia seguinte.[10]
- Merritt Butrick como David Marcus, filho de Kirk e um cientista que desenvolveu o Projeto Gênesis.[7]
- Mark Lenard como Sarek, pai de Spock e Embaixador de Vulcano na Terra. Lenard havia aparecido como o pai de Spock no episódio da série original "Journey to Babel".[10]
- Judith Anderson como T'Lar, a Grande Sacerdotisa de Vulcano. Anderson tinha 87 anos na época das filmagens, tendo ficado catorze anos sem atuar.[8][12] Nimoy queria alguém com "poder e magia" para o papel que ele descreveu como "etéreo".[10] A atriz tinha afirmado ter 1,57 metros de altura, porém na verdade ela tinha 1,42 metros, o que mostrou-se um problema quando a equipe de arte precisou fazer com que seu visual fosse apropriadamente régio. A solução foi vesti-la com uma túnica longa e sapatos com salto que, juntos com a coroa, aumentavam sua altura em quinze centímetros.[13]
- Carl Stevens, Vadia Potenza, Stephen Manley, Joe W. Davis e Leonard Nimoy todos como Spock nas idades de 9, 13, 17, 25 e adulto. Frank Welker providenciou os gritos do personagem e Steve Blalock atuou como dublê de Nimoy, fazendo com que um total de sete atores contribuíssem para o papel.[8] Nimoy afirmou que a cena mais difícil de dirigir foi aquela em que McCoy conversa com o Spock inconsciente na enfermaria. O diretor comentou que não apenas ele estava atuando na cena, mas seus olhos estavam fechados, ficando difícil de julgar a qualidade da tomada e a interpretação de Kelley: "Isso deixou DeForest Kelley maluco. Ele jura que eu estava tentando dirigi-lo com o movimento e palpitação das minhas pálpebras". Nimoy admitiu ter ficado grato que o roteiro exigia que ele aparecesse em um número mínimo de cenas.[2]

Outros papéis menores incluem Robert Hooks como Morrow, o almirante comandante da Frota Estelar; James Sikking como Styles, o capitão da USS Excelsior; Miguel Ferrer como o primeiro oficial e piloto da Excelsior; e Phillip R. Allen como J. T. Esteban, o capitão da USS Grissom. John Larroquette interpretou Maltz, um membro da tripulação de Kruge que Nimoy descreveu como o "klingon pensativo". Catherine Shirriff fez Valkris, a amante de Kruge. Grace Lee Whitney apareceu em uma ponta como Janice Rand sendo identificada como "Mulher na Cafeteria", enquanto Scott McGinnis interpretou o "Sr. Aventura".

## Produção

### Desenvolvimento

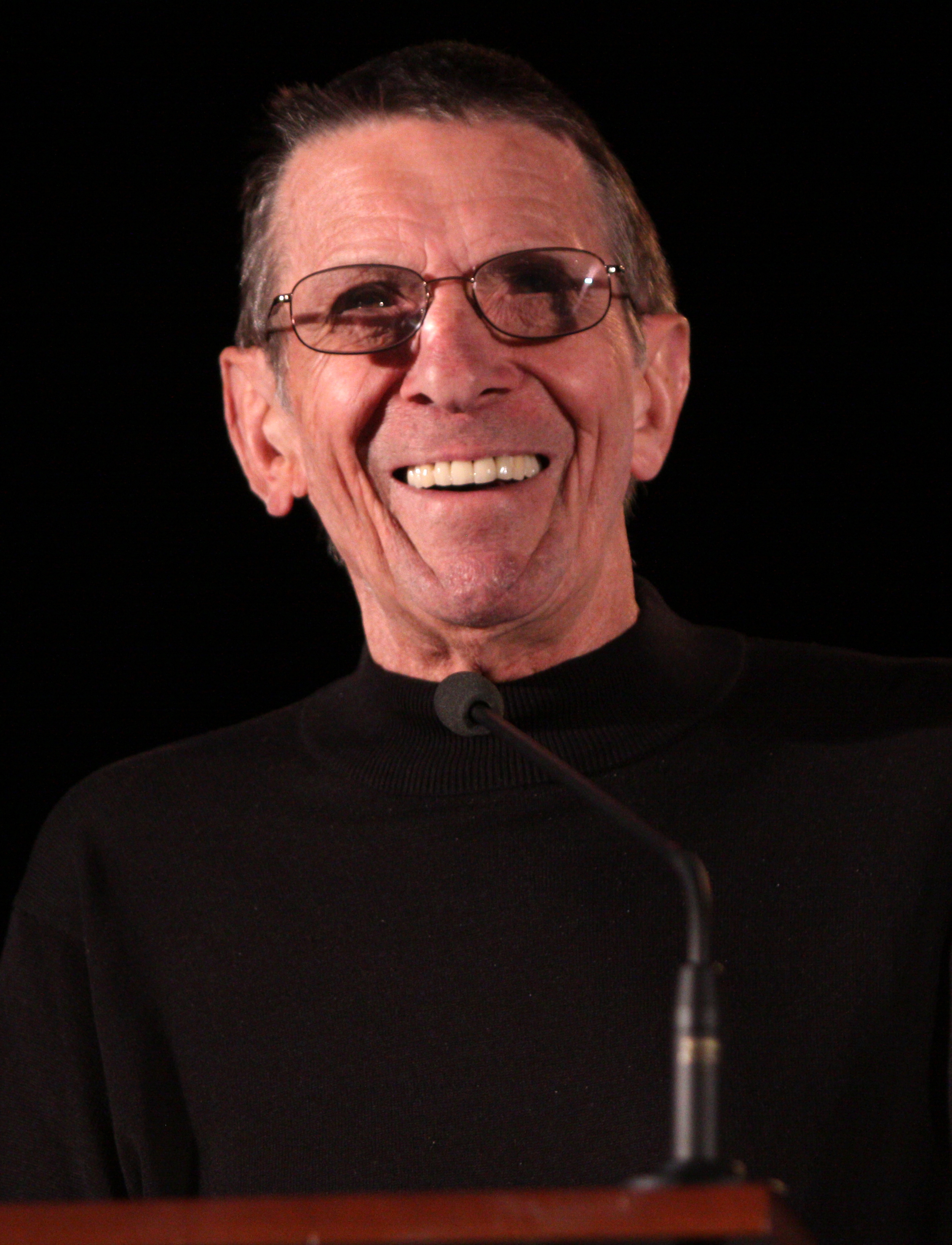
Leonard Nimoy ficou animado para retornar ao papel de Spock e convenceu a Paramount a lhe dar a posição de diretor do filme

Star Trek II: The Wrath of Khan foi um sucesso comercial e de crítica, com a Paramount Pictures rapidamente preparando-se para produzir um terceiro filme de Star Trek. Nicholas Meyer, o diretor de The Wrath of Khan, não quis retornar por ter discordado das alterações realizadas no encerramento do filme sem seu consentimento. Leonard Nimoy ficou "excitado" sobre interpretar Spock mais uma vez depois de ter assistido o longa anterior. O ator concordou em retornar para o papel em um terceiro filme ao ser perguntado pela Paramount, dizendo "Tenha certeza, eu quero dirigir aquele filme!". O chefe do estúdio Michael Eisner estava relutante em contratar Nimoy para a posição por erroneamente achar que ele odiava Star Trek e havia exigido em seu contrato que Spock morresse. O ator recebeu o trabalho depois de convencer o executivo que isso não era o caso. A primeira reação de Gene Roddenberry, o criador de Star Trek, ao saber sobre as notícias foi que o produtor Harve Bennett havia "contratado um diretor que não se pode demitir".
A Paramount deu permissão para Bennett começar a escrever o novo filme um dia depois da estreia de The Wrath of Khan, a mais rápida luz verde que o produtor recebeu em sua carreira. Ele começou direto no roteiro, comentando que "dezessete outras pessoas poderiam tê-lo escrito" a partir dos indícios colocados no longa anterior sobre a ressurreição de Spock. Bennett e Nimoy usaram o gancho do elo mental de Spock com Leonard McCoy no final de The Wrath of Khan como um meio de explicar a volta do personagem. A ideia e o nome "katra" vieram das discussões entre o produtor e o diretor. Nimoy fez referência ao episódio "Amok Time" da série original, fazendo com que Bennett percebesse um alto nível de "transcendência espiritual" entre os vulcanos. O produtor admitiu que a ideia de James T. Kirk e o resto da tripulação voltarem até o planeta Gênesis a fim de recuperar o "eu nobre" de Kirk veio de um poema que ele leu em uma revista de fãs da franquia. A produção do filme reconheceu certas expectativas dos fãs: Nimoy falou que caso Spock não fosse ressuscitado e, em vez disso, o "Capitão Kirk vira[sse] para a câmera e [dissesse] 'Desculpe, não encontramos ele', as pessoas jogariam pedras na tela". Um grande problema que Bennett enfrentou foi de como introduzir a história para as pessoas que não tinham assistido The Wrath of Khan. Ele disse que sua mentalidade de produtor televisivo "venceu" e assim acabou adicionando um momento "anteriormente em Star Trek...", além de Kirk narrando um diário do capitão comentando seus sentimentos e sensação de perda. Bennett tinha consciência da previsibilidade da história e assim decidiu destruir a USS Enterprise, tendo a intenção de manter este elemento em segredo do público.
Nimoy desejava que a escala de The Search for Spock fosse "operática", comentando: "Eu queria que as emoções fossem bem grandes, bem amplas, temas de vida e morte [...] e o [visual do filme] e tudo sobre ele viesse completamente de personagens bastante grandes interpretando uma história grande em um painel grande". Além disso, ele queria que os personagens tivessem cenas importantes mesmo que pequenas, fazendo com que parecessem reais e sensíveis. Bennett começou a escrever o roteiro a partir do final, quando Spock diz "Seu nome é ... Jim", trabalhando para trás a partir desse ponto. Elementos como Kruge matando sua amante foram colocados com o objetivo de estabelecer contexto e adicionar drama e intriga à história. Os romulanos originalmente seriam os vilões, porém Nimoy preferia os mais "teatrais" klingons. achando que sua procura pelo Dispositivo Gênesis era análoga à corrida da União Soviética por armas nucleares. Bennett aproveitou a oportunidade para aprofundar mais a espécie alienígena, que ele achava pouco definida na série de televisão. O nome da classe de nave estelar dos antagonistas, a Ave de Rapina, permaneceu inalterada; a racionalização por manter a nomeação veio do episódio original "The Enterprise Incident", em que Spock menciona que os romulanos havia emprestado seus desenhos e tecnologia para os klingons. Rascunhos iniciais do roteiro explicitavam que Kruge havia roubado sua nave dos romulanos, porém isso terminou cortado.
O roteiro foi completado em seis semanas. A produção foi estimada para um orçamento de dezesseis milhões de dólares, um pouco mais do que os onze milhões de The Wrath of Khan mas ainda assim bem menos que os 46 milhões de Star Trek: The Motion Picture. Mais dinheiro ficou disponível para os efeitos visuais já que elementos como cenários e figurinos já tinham sido estabelecidos no filme anterior. O assistente de produção Ralph Winter descreveu o dinheiro extra como uma "caixa de brinquedo" que permitiu uma maior margem de manobra e "diversão" no planejamento do escopo do longa.

### Arte
Nimoy e Bennett trabalharam junto com a companhia de efeitos Industrial Light & Magic (ILM) para a produção dos efeitos visuais e especiais, miniaturas e cenas. A empresa recebeu um tratamento de história de duas páginas chamado "Return to Genesis" em novembro de 1982. O supervisor de produção Warren Franklin afirmou que o posterior roteiro que receberam no começo de 1983 era "um dos melhores roteiros que já lemos" de todas as submissões que chegavam semanalmente. A ILM também tinha realizado os efeitos visuais de The Wrath of Khan, porém tinham sido abordados apenas depois dos storyboards do filme terem sido completados. A companhia foi trazida a bordo muito mais cedo em The Search for Spock, significando que o supervisor de efeitos visuais Ken Ralson e sua equipe estavam envolvidos desde os estágios de planejamento. Nimoy creditou esse envolvimento por aumentar a abordagem criativa dos desenhos e execução do filme.
Ficou aparente para a ILM que o roteiro de The Search for Spock exigiria mais desenhos e trabalhos com miniaturas do que tinha sido necessário em The Wrath of Khan. A nave mercante destruída por Kruge no começo do filme foi feita a partir da combinação de peças de outros modelos. O operador de câmera de efeitos Don Dow raciocinou que já que a nave seria destruída rapidamente, não fazia sentido gastar muito tempo em sua construção. A USS Grissom foi nomeada em homenagem ao astronauta norte-americano Virgil Grissom; a mesma miniatura acabaria sendo reutilizada diversas vezes na série Star Trek: The Next Generation para representar outras naves científicas.
A USS Excelsior foi um novo desenho que a ILM achou que melhor representava uma nave estelar ideal da Federação dos Planetas Unidos: algo mais moderno e elegante do que a Enterprise. O departamento de arte criou esboços conceituais para mostrarem a Paramount, enquanto o fabricante de miniaturas William George foi convencido por um membro da equipe e submeter seu próprio desenho baseado na ideia de como a Enterprise seria caso fosse projetada pelos japoneses. Nimoy acabou escolhendo a versão angular e simplificada de George para a produção. Apesar de no filme a Excelsior ser maior do que a Enterprise em tamanho, a miniatura física construída era na verdade trinta centímetros menor do que sua predecessora.
A Doca Espacial da Terra foi um desenho que tinha a intenção de expandir o escopo de Star Trek. Uma pequena maquete tridimensional foi inicialmente criada, com a equipe de efeitos criando um modelo de 1,8 metros de altura assim que o desenho final foi aprovado. A ILM produziu a miniatura a partir de Plexiglass transparente e a pintou em vez de colocar uma enorme e complicada fiação no interior, cortando partes do resultado final a fim de criar as janelas. O interior era preenchido por luzes de neon que iluminavam os buracos. A parte de dentro da doca foi simulada por outro modelo de 6,1 metros de comprimento que podia ter sua seção central removida para facilitar as filmagens. A iluminação desta miniatura foi gerada através de fibras óticas externas e luzes de dois mil a cinco mil Watts.

A Ave de Rapina klingon com suas asas para baixo em posição de ataque. William George baseou as corcovas no alto da nave em protetores de futebol americano, enquanto a pintura de penas vermelhas embaixo eram remanescentes de suas origens romulanas no roteiro.

Os desenhistas de produção Nilo Rodis e Dave Carson projetaram a Ave de Rapina klingon, enquanto George construiu seu modelo. Nimoy queria que a nave lembrasse um pássaro atacando uma presa, possuindo asas móveis que mudavam dependendo se ela estava uma postura de viagem normal ou de ataque. George inspirou-se em desenhos de fisiculturistas e jogadores de futebol americano, incorporando à Ave de Rapina equivalentes de braços ameaçadores curvados para baixo e ombros musculosos, junto com aquilo que pareciam protetores de ombros e de queixo no pescoço estendido da nave. Apesar do roubo da nave romulana ter sido cortado do roteiro, o desenho final da Ave de Rapina ainda incorporava elementos de suas origens romulanas, com Ralston comentando que "Ela possui um pouco do formato básico de pássaro, mas é mais sinistra". Uma ilustração gráfica de uma ave foi integrada ao casco inferior.
Vários cenários, principalmente interiores, eram modificações de construções já existentes com o objetivo de economizar dinheiro. A ponte da Enterprise foi reconfigurada para servir como a Grissom, com as cadeiras re-estofadas e os consoles de computadores movidos para criar uma nova disposição. O bar na Terra e a enfermaria klingon eram ambas modificações da enfermaria da Enterprise. A ponte da Ave de Rapina foi um cenário que Nimoy conseguiu pegar de outra produção. Vários dos consoles piscantes foram alugados do uma companhia de objetos de cena em vez fabricados. A ponte da Enterprise em si permaneceu praticamente inalterada de sua aparência em The Wrath of Khan, porém o chão foi repintado de preto para cinza por motivos visuais. A mudança mais drástica ocorreu nos aposentos de Spock. O diretor achou que a palheta cinza de cores usada do filme anterior não expressava o estilo vulcano, fazendo com que a equipe de arte clareasse o cenário com cores mais amarelas e laranjas.
Uma criatura semelhante a um cachorro foi adicionada à ponte klingon para criar uma maior atmosfera e acabou chamada zombeteiramente pela equipe de efeitos de "Fifi Rebozo". Ralston achou que dar um animal de estimação para Kruge deixaria as coisas mais coloridas, esculpindo um cachorro reptiliano que foi inserido no roteiro como mascote. Os pelos do animal foram feitos com perucas baratas; o supervisor de criaturas David Sosalla espalhou adesivo no material e colocou os tufos de pelo bagunçado sobre o corpo da criatura a fim de deixá-la "surrada e carcomida". Sosalla e a equipe regaram o animal com água durante as filmagens com o objetivo de deixar seu visual mais desagradável. A criatura era uma marionete de mão; Ralston operou a cabeça e o corpo ao colocar sua mão em uma abertura localizada em um dos lados enquanto permanecia escondido dentro da cadeira de comando de Kruge. Três ajudantes operavam cabos que abriam os olhos e o faziam rosnar; a cabeça era tão grande que Ralston podia colocar sua mão na mandíbula com molas e operá-la. Muitos dos movimentos da criatura acabaram sendo minimizados, com a equipe não movimentando suas orelhas porque deixava "fofo" o animal supostamente repulsivo. Uma marionete "morta" foi criada para a cena de seu fim, porém Ralston usou a versão "viva".
Muitos dos objetos de cena de The Wrath of Khan tinham sido reusados de The Motion Picture ou pegos de outras produções, porém Winter queria desenhar itens unicamente de Star Trek para The Search for Spock. George e o artista Phil Norwood colaboraram em vários dos projetos, criando versões atualizadas e mais elegantes dos comunicadores e feisers da série original. Muitos dos objetos foram produzidos a partir de madeira e
embelezados com pequenas peças de conjuntos de modelagem. O tricorder da Federação foi criado usando um modelo de carro de corrida, enquanto os objetos klingons tinham a intenção de possuir um visual mais sujo, com superfícies afiadas e que parecessem desconfortáveis de serem carregados. George insistiu em usar formas e materiais em vez de luzes piscantes a fim de sugerir que eram reais e não manufaturados.

### Figurinos e maquiagem
Robert Fletcher, o figurinista dos dois filmes anteriores de Star Trek, retornou para cuidar das roupas de The Search for Spock. O trabalho de Fletcher era esboçar figurinos, escolher os materiais necessários e completar os ajustes para os personagens principais. Ele colaborou com o figurinista Jim Linn, que vestiu os figurantes e cuidou das logísticas de limpar, concertar e rastrear as roupas. A maioria dos uniformes da Frota Estelar já tinham sido desenhados para The Wrath of Khan, porém Fletcher queria vestir o elenco principal com vestimentas civis. Ele desenvolveu uma mitologia por trás de cada figurino; por exemplo, os ornamentos de pedra na roupa de Sarek tinham a intenção de representar os níveis de consciência vulcano. Fletcher tinha a vantagem de ter acesso aos armazéns da Paramount, que continham toneladas de tecidos caros.
O figurinista e a equipe de produção estavam satisfeitos com as roupas klingons inspiradas no Japão feudal que Fletcher havia feito para The Motion Picture, porém era necessário criar novas versões; dos doze figurinos originais, metade tinham sido destruídos durante viagens promocionais. Os seis restantes tinham sido emprestados para um episódio da série Mork & Mindy e foram devolvidos muito danificados; Fletcher passou três meses salvando o que tinha sobrado. Além dos figurinos já estabelecidos estava uma veste de oficial para Kruge e também joias.
Além dos trabalhos de figurino, Fletcher também desenhou as maquiagens klingon e vulcana. O maquiador Thomas R. Burman sugeriu que o figurinista foi chamado para ajudar porque a Paramount tinha negligenciado a contração de uma equipe de maquiagem; Burman recebeu o contrato do serviço apenas três semanas antes do início das filmagens. Seu orçamento de 160 mil dólares era muito maior que o orçamento inicial de cinquenta mil que o estúdio tinha disponibilizado, porém Burman conseguiu o trabalho depois de seu competidor ter desistido pouco antes das filmagens começarem, explicando que "No final, não se resumiu a dinheiro mas sim quem poderia fazer rapidamente [...] nós tínhamos uma [reputação] de trabalhar rápido e fazer obras de qualidade". Fletcher e Buerman concordaram que as testas escarpadas dos klingons em The Motion Picture eram muito proeminentes e obscureciam os rostos dos atores. "Era muito cartunesco e eu não queria um visual Star Wars no filme. Nunca houve um bom casamento entre aplicações na testa e o rosto do ator. Nós tentamos mantê-los nos personagens em vez de ter essas coisas obstrusivas nas cabeças deles", comentou Burman. A maquiagem klingon resultante demorava duas horas para ser aplicada.

### Filmagens

Leonard Nimoy dirigindo William Shatner durante as filmagens na ponte da Enterprise

A Paramount tomou várias medidas de segurança nas filmagens a fim de impedir vazamentos semelhantes àqueles que haviam revelado a morte de Spock durante a produção de The Wrath of Khan. O projetista de cenários Cameron Birnie comentou que a segurança da produção foi incomumente alta; os cenários foram construídos fora de ordem e a equipe recebia apenas um número de páginas suficiente para que fossem capazes de fabricar cada local. Guardas checavam os crachás de identificação de todos os membros da equipe de produção. Qualquer menção sobre o filme foi removida de artigos de papelada e documentos, com a palavra "Trois" ("três", em francês) sendo escrita no lugar como código. Os escritórios e oficinas foram desprovidos de qualquer sinal de identificação enquanto as portas eram trancadas com duas fechaduras para proteção extra. Os roteiros foram tratados quimicamente para que assim cópias fossem rastreadas até a original; como armadilha, pequenas mudanças nas palavras usadas distinguiam cada cópia. O nome de Nimoy nunca apareceu nas chamadas diárias, com Spock sendo referido no roteiro como "Nacluv" ("vulcan" ao contrário).
Apesar de todas essas precauções de segurança, rumores sobre a destruição da Enterprise vazaram antes do lançamento de The Search for Spock. Roddenberry tinha sido forçado a abrir mão do controle criativo da franquia após The Motion Picture e achou que a destruição da nave estelar que havia ajudado a criar era uma traição. Bennett descobriu através de sua armadilha que a cópia na posse de um fã tinha realmente vindo do roteiro de Roddenberry, porém nada podia ser feito já que este não havia violado nenhuma lei ou seu contrato. Muitos atribuíram a Roddenberry o vazamento da informação e todo o amargor que se seguiu. Mesmo assim, a destruição da Enterprise foi mostrada em um comercial de televisão que foi ao ar duas semanas antes da estreia; Bennett tentou em vão alterar o trailer, que fora aprovado pela Paramount.
As filmagens começaram em 15 de agosto de 1983. Com a exceção de dois dias, toda produção foi realizada dentro dos estúdios da Paramount com Charles Correll como diretor de fotografia. The Search for Spock foi um dos primeiros filmes grandes a usar o Eastman 5294, uma película colorida de alta velocidade. O filme permitiu que Correll tivesse mais liberdade na escolha da sensibilidade fotográfica. Já que The Search for Spock foi filmado com lentes anamórficas e muitos espectadores assistiriam o filme em cópias de 70 mm, o diretor de fotografia precisava produzir uma profundidade de campo nítida, uma tarefa difícil em muitos dos cenários. Correll colocou a sensibilidade acima da recomendação da Kodak para as cenas na ponte com o objetivo de manter a imagem nítida em menos de cinquenta velas.
Muitas das sequências de diálogos de The Search for Spock são mostradas em closes bem próximos. Nimoy escolheu cortes que acentuavam o diálogo durante a cena do elo mental entre Sarek e Kirk; Correll explicou que "Em vez assistir os rostos das pessoas, tudo que você vê são as bocas ou os olhos e você tem a tendência de ouvir melhor". O diretor de fotografia ficou insatisfeito que todas as cenas menos uma foram filmadas dentro de um estúdio. Ele sugeriu que o planeta Gênesis fossem filmado em Kauai no Havaí e Vulcano em Red Rock Canyon por achar que recriar tudo como um cenário resultava em um visual falso. A produção não tinha dinheiro para filmar em locações, significando que Nimoy estava preocupado em garantir que todos os ambientes parecessem críveis. Enquanto as imagens exteriores das naves estelares ficaram com a ILM, Correll ficou responsável pelo visual dos interiores. Ele preferia tratar os cenários como locais reais dentro de naves; apesar dos tetos terem sido projetados para serem removidos a fim de permitir a colocação de mais luzes, o diretor de fotografia usou outros métodos de iluminação. Para a Ave de Rapina ele empregou tubos florescentes para ressaltar a pintura metálica das paredes, mantendo o cenário esfumaçado com o objetivo de transmitir uma atmosfera suja.
Na cena do bar em que McCoy é preso tentando fretar uma nave para o planeta Gênesis, há duas pessoas jogando um jogo eletrônico de aviões da Primeira Guerra Mundial. As aeronaves foram criadas usando linhas pretas em impressões de papel presas acima do cenário. O artista de efeitos Charlie Mullen explicou que "Era apenas uma piada visual [...] a ideia das pessoas do futuro estariam jogando um antigo jogo de guerra". Correll acomodou o efeito ao usar uma grande quantidade de exposição sem fazer com que o bar parecesse superexposto. Boa parte da iluminação veio de mesas equipadas com tubos florescentes a fim de deixar o visual diferente do resto do filme. O diretor de fotografia não pode usar fumaça para acentuar a "atmosfera de bar" pois isso teria dificultado a inserção do jogo pela ILM. A cena tinha a intenção de terminar com uma briga quando o segurança tenta prender McCoy; Nimoy decidiu que "não parecia certo" e também não havia tempo e dinheiro suficientes para realizar a cena direito.
O planeta Gênesis foi produzido por meio de pinturas e cenários dentro dos estúdios da Paramount sob o diretor de arte John E. Chilberg II. Boa parte do planeta ocupava o Estúdio 15, que media 91 metros de comprimento por trinta de largura. Os limites visíveis das cenas foram estendidos através de pinturas criadas por Chris Evans, Frank Ordaz e Michael Pangrazio. O cenário foi construído quase cinco metros acima do chão e tinha vários alçapões e pirotecnias já que ele precisaria literalmente desmoronar durante a destruição do planeta. As centenas de refletores de mil Watts presos em suportes no teto foram cobertos de ceda para as cenas diurnas a fim de suavizar a luz, enquanto para as noturnas eles receberam filtros azuis; dímeros abrandaram a transição entre os períodos. Chilberg, Nimoy, Bennett e Correll consideraram mudanças constantes nas cores das cenas já que o planeta condenado não era mais um paraíso, porém decidiram não ficarem "fotograficamente extravagantes". O diretor de fotografia tentou usar o máximo de luzes possíveis mesmo em várias cenas que aparentemente eram iluminadas com fontes mínimas, como fogueiras. Correll empregou diversos truques para que o fogo refletisse nos rostos dos atores já que fogo natural não teria produzido a intensidade desejada.

Kruge (esquerda) luta contra um verme alienígena. A natureza viscosa da criatura e as praticalidades da maquiagem klingon fizeram com que o efeito fosse realizado em tempo real, com fios invisíveis sendo puxados a fim de dar vida à criatura.

Um dos aspectos mais significantes de Gênesis eram os vermes alienígenas que evoluíam rapidamente a partir dos micróbios dentro do caixão de Spock. As criaturas começavam como pequenos rastejadores pegajosos que cresciam até 2,4 metros de comprimento. Os vermes pequenos foram criados ao injetar vinil fundido em moldes de polímero epóxi que imediatamente eram colocados em água fria a fim de criar um produto translúcido. As centenas de criaturas resultantes eram pintadas e revistadas por metacril, uma camada escorregadia e viscosa. Cada verme era prendido à uma plataforma elevada com linhas de pesca presas em hastes localizadas embaixo do cenário. Auxiliares empurravam as hastes ou puxavam as linhas para criar movimento; a cena precisou de várias tomadas pois as linhas de vez em quando apareciam na câmera. As criaturas maiores foram mais problemáticas, com as filmagens ocorrendo tanto na ILM quanto no Estúdio 15. Os vermes eram rastejadores parecidos com cobras com dentes dispostos em anel. A ILM construiu um verme com mais articulação que os outros, com Ralston operando a criatura através de um buraco no chão e com seu braço dentro do verme. Uma das cenas pedia que a criatura atacasse Kruge e fosse morta por este; o método normal para alcançar o efeito do verme se enrolar no personagem teria sido filmar a sequência em sentido inverso, porém isso causaria problemas: a gosma cobrindo Kruge ficaria fora de continuidade e diversas tomadas acabariam com a maquiagem klingon usada por Christopher Lloyd. A solução da ILM foi armar o verme com linhas de pesca que eram puxadas de maneira coreografada por diversos auxiliares com o objetivo de similar o movimento correto. Raston recorreu a fios de metal quando pequenos pedaços do figurino klingon prenderam ou cortaram as linhas de pesca.
A ruptura de Gênesis envolvia fogo, fumaça e convulsões na terra. Correll explicou que "A principal parte do chão estava armada para que rochas se levantassem do solo [em catapultas]. Árvores estavam armadas para cair e começar incêndios". Produzir os planos precisou de uma direção meticulosa e entre vinte e trinta auxiliares presentes no dia das filmagens. Correll filmou tudo simultaneamente com nove câmeras na esperança de conseguir o maior número de planos utilizáveis em uma tomada, caso todos os alçapões e pirotecnias precisassem ser refeitas para outra rodada de filmagens. Toda a sequência foi completada em três semanas.
As escadarias de Vulcano foram filmadas na Faculdade Occidental, a única locação utilizada na produção. Correll usou grandes refletores de mais de quatro metros no alto de uma grua de 34 metros de altura a fim de criar a atmosfera laranja. O céu azul da locação foi substituído  por uma pintura  que cobria a metade superior da escadaria. Vários toques ornamentais desejados por Nimoy para a cena da procissão acabaram não se materializando. O fundo do cenário era apenas uma tela pintada; o diretor queria o fundo fora de foco em todos os planos como um modo de esconder as insuficiências do cenário. Elementos removidos da sequência incluíam uma procissão através do "Salão Vulcano do Pensamento Ancestral", um espaço marcado por enormes cabeças no alto de colunas e uma escultura de seis metros de altura. A cena acabou cortada e reduzida pois a procissão já durava por muito tempo.
A produção foi temporariamente interrompida quando um incêndio destruiu vários estúdios no complexo da Paramount, um dos quais era adjacente ao cenário do planeta Gênesis. Inicialmente suspeitou-se que as pirotecnias do cenário tinham criado o fogo, porém logo a causa foi julgada como incêndio criminoso. Shatner estava entre as pessoas que pegaram mangueiras para apagar as chamas. Correll esperava que o lugar também pegasse fogo para que assim ele pudesse filmar no Havaí. Apesar da maior parte do cenário não ter sido danificado, buracos na lateral do prédio tiveram de ser cobertos por enormes cortinas pretas a fim de impedir que a luz entrasse.

### Efeitos
Assim como nos filmes anteriores, tempo e dinheiro eram grandes restrições para os efeitos especiais. Os artistas de efeitos estavam preocupados sobre produzir o visual certo não importando o tempo envolvido. Enquanto o câmera de efeitos Scott Farrar e sua equipe precisavam viajar constantemente os 640 quilômetros que separavam a Paramount da ILM, as equipes desta organizavam a pós-produção e a cinematografia. As viagens constantes afetaram Ralston, que começou a esquecer quais linhas aéreas estava pegando e em que cidade estava. Os editores de efeitos Bill Kimberlin e Jay Ignaszewski produziram efeitos utilizáveis para os editores da Paramount já que uma pausa nos trabalhos significaria perda de tempo; essas composições monocromáticas e parcialmente finalizadas deram aos editores uma noção sobre o ritmo da cena. A ILM acabou contribuindo com 120 planos de efeitos para o filme. Ralston também utilizou o Eastman 5294 para todas as imagens que não precisavam de tela azul ou chroma key.
A ILM filmou as naves estelares usando controle de movimento auxiliados por computadores para que a câmera passasse de maneira cronometrada e precisa pelas miniaturas. Os modelos precisavam de várias passagens porque partes diferentes das naves e suas luzes tinham de ser filmadas em níveis diferentes de exposição. A Excelsior necessitava de oito passagens a fim de suplementar sua principal "passagem de beleza", enquanto a Enterprise requeria seis. Era possível para a ILM combinar passagens com exposições múltiplas, porém com um custo segundo Farrar: "Se alguma coisa sair de sincronia, ou de alguma forma sair do quadro, nós teríamos que refilmar – e então você fica travado. Você tem duas peças arruinadas, dois elementos".
O dispositivo de camuflagem da Ave de Rapina precisou de um efeito novo. O conceito original tinha as camadas da nave se formando de dentro para fora, necessitando uma série de elementos sobrepostos com uma animação de câmera. A ILM considerou que essa ideia tinha um visual muito parecido com uma animação, desafiando o senso comum: "se existisse uma fanfarra para sair de camuflagem, todo mundo saberia que os klingons estavam vindo e os explodiriam no céu antes que eles terminassem de se materializar", comentou Ralston. O supervisor decidiu ser sutil, empregando separações de cores fora de sincronia a fim de criar um efeito embaçado e ondulado. Apesar de simples, essa sequência mostrou-se muito mais eficiente do que a planejada cena elaborada. Efeitos como a destruição da nave mercante foram criados com explosões projetadas, uma técnica aperfeiçoada durante a produção de Return of the Jedi. Explosões foram filmadas e refletidas sobre um cartão usando o mesmo programa de controle de movimento que o usado para a miniatura. O resultado foi uma explosão que movia-se junto com a nave.
As sequências de efeitos mais trabalhosas ocorreram dentro da Doca Espacial, com meses sendo gastos completando os planos do interior da estação. A equipe de efeitos testou visuais diferentes com o objetivo de garantir que o interior parecesse apropriadamente vasto. Farrar afirmou que "Nós achamos que o interior exigia um certo grau de névoa atmosférica, mesmo provavelmente não existindo nenhuma no espaço". A equipe usou gels coloridos azuis e filmou a luz de preenchimento através de fumaça a fim de criar um visual levemente degradante. Era impossível filmar a Enterprise e a Excelsior dentro do cenário devido à diferença de escala nos modelos da doca e das naves. A abertura das portas espaciais da estação foi problemática porque as luzes que iluminavam o interior a partir do exterior precisavam ser escondidas da câmera para evitar lens flares. Ventiladores enormes foram usados para manter o equipamento refrigerado e impedir que as luzes derretessem ou entortassem os trabalhos internos da doca. O realismo dessas cenas foi destacado por cenas ao vivo de uma cafeteria, com as janelas olhando para o interior. A cafeteria era um cenário construído na ILM e preenchido por quarenta figurantes na frente de uma tela azul para que assim a Enterprise pudesse ser depois composta à cena; pinturas estenderam o teto do cenário.

A destruição da Enterprise combinou imagens de vários modelos diferentes, já que destruir o original seria muito caro.

Ralston considerava a Enterprise feia e seu modelo extremamente difícil de filmar, tendo ficado encantado pela chance de destruí-la. Vários planos foram combinados para a sequência de destruição completa; apesar do supervisor ter preferido levar uma marreta para o modelo original de 150 mil dólares, miniaturas menores e mais baratas foram usadas. A primeira parte da nave a ser destruída foi a ponte de comando, que era uma miniatura separada com estrelas adicionadas ao fundo. A cena muda para a Ave de Rapina movendo-se para longe enquanto a parte superior da seção do disco queima, com várias explosões filmadas de cabeça para baixo a fim de simular a falta de gravidade tendo sido sobrepostas em uma passagem de controle de movimento da nave. A câmera corta para um close do número de registro e nome da nave sendo consumidos por explosões internas. George criou um modelo de isopor que foi dissolvido por acetona gotejada no disco de cima. As gotas não ficaram visíveis na película ao manter a iluminação na miniatura e filmar o plano em menos de um quadro por segundo. Lã de aço em chamas dentro do disco criaram um efeito em brasa brilhante vindo dos conveses interiores sendo destruídos. A explosão do disco foi simulada ao detonar um modelo de gesso coberto de talco. Bombas e gasolina foram usadas como as pirotecnias para as cenas ao vivo da ponte sendo destruída. Dublês usaram plataformas com trampolins para lançaram-se no ar.
As imagens do cenário da Paramount precisaram ser cuidadosamente combinadas com os efeitos da ILM para a destruição final do planeta Gênesis. A companhia de efeitos construiu miniaturas em seções para representar partes das perturbações de Gênesis que não poderiam ser facilmente replicadas ao vivo, como deslizamentos de rochas e fissuras abrindo no chão. Uma das maiores miniaturas media seis metros por cinco, tinha árvores, alçapões, jatos de propano para as bolas de fogo e pedras acionadas por solenoides. Para as cenas em que Kirk e Kruge lutam à beira de um precipício de lava, as imagens combinaram lava animada, nuvens feitas de lã, raios e uma pintura. Tomadas superiores da lava foram criadas ao iluminar um pedaço de plexiglass com gels coloridos e cobrindo a placa com metacil, vermiculita e carvão; a mistura acabou escorrendo para fora e respingou na equipe que estava embaixo. A morte de Kruge, uma queda para um rio de lava, foi simulada com a ajuda de uma marionete. Lloyd caiu alguns metros para um colchão preto; durante o lampejo de um raio o ator foi substituído pelo marionete que caiu o resto da distância. Pela tomada ter sido filmada em fundo preto em vez do tradicional azul, os animadores tiveram de remover todo o preto da cena ao redor de Lloyd um quadro de cada vez. Outra cena criada pela ILM foi o momento em que Kirk e Spock se teletransportam enquanto o solo se desintegra, já que o nível de destruição era impossível de ser realizado pela equipe ao vivo.
O feixe do teletransporte e a velocidade de dobra estavam entre os outros efeitos que a ILM também produziu. Mullen comentou que o visual dos efeitos mudava dependendo de quem dirigia o filme: "todos querem algo distinto, mas ninguém quer se distanciar da série de TV para assustar os Trekkies". O efeito foi criado ao cortar ou rotoscopar o indivíduo sendo teletransportado, então fazendo uma fresta vertical através da qual estava posicionada uma luz de alta intensidade. Um movimento controlado por computador faria a luz espalhar-se a partir do centro e esvanecer, em seguida sua posição seria restabelecida e o movimento repetido no lado oposto. Foram aplicados gels e filtros de acetato para alcançar as cores e os padrões, com pequenas luzes piscantes animadas chamadas de "insetos" aparecendo depois do personagem ter se desmaterializado. O teletransporte dos klingons recebeu um visual vermelho e duro a fim de diferenciá-lo do efeito suave azul da Federação. Os produtores de The Search for Spock também queriam algo novo para o efeito de dobra, já que as imagens de arco-íris de The Wrath of Khan tinham sido reusadas de The Motion Picture. Inicialmente tentou-se um efeito de listras, em que uma passagem de beleza da nave era combinada com passagens borradas para cada intensidade de luz. O resultado foi decepcionante pois enquanto a Enterprise ficava maior as listras se distorciam e saiam do lugar. Mullen foi contra uma animação direta, porém a imagem foi colocada na edição enquanto a ILM tentou outras seis abordagens diferentes. O efeito final de um "rastro nebuloso e colorido" foi alcançado apenas semanas antes do lançamento do filme.

### Música

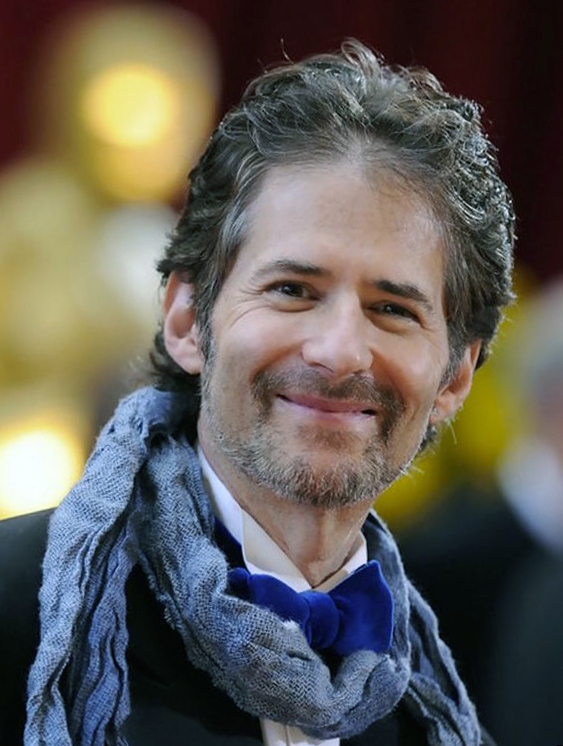
James Horner cumpriu uma promessa feita a Harve Bennett e retornou para compor a trilha de The Search for Spock.

O compositor James Horner retornou para fazer a trilha sonora de The Search for Spock, cumprindo uma promessa feita a Bennett durante a produção de The Wrath of Khan. Apesar de Nimoy ter considerado contratar seu amigo Leonard Rosenman para o trabalho, ele acabou persuadido que o retorno de Horner garantiria uma continuidade entre o filme anterior e o novo. Assim como boa parte do conteúdo do longa, a música de Horner era uma continuação direta daquilo que havia escrito para The Wrath of Khan. O compositor tinha consciência enquanto trabalhava no outro filme que ele acabaria reusando temas para uma eventual sequência; dois grandes temas que ele retrabalhou foram os de Gênesis e Spock. Apesar do primeiro ter suplantado o tema principal que Horner compôs para The Wrath of Khan, a música dos créditos finais acabou sendo uma cópia praticamente idêntica do predecessor.
Horner concordou com o diretor após longas discussões com Nimoy e Bennett de que as faixas "românticas e mais sensíveis" eram mais importantes que as "bombásticas". O compositor havia criado em The Wrath of Khan um tema para Spock a fim de dar mais dimensão ao personagem: "Ao colocar um tema sobre Spock, ele o aquece e lhe deixa tridimensional em vez de uma coleção de artifícios". O tema foi expandido em The Search for Spock com o objetivo de representar o misticismo e cultura alienígena ancestral tanto de Spock quanto de Vulcano. Horner também reutilizou quase todos os outros temas do filme anterior, aumentando o tamanho e escala da orquestra utilizada com o objetivo de incluir instrumentos "seculares", como por exemplo o címbalo húngaro.
Dentre as novas faixas compostas por Horner estava um tema "percussivo e atonal" para os klingons que apareceu muito no decorrer do filme. O autor Jeff Bond descreveu a composição como um meio termo entre o trabalho anterior do compositor em Wolfen, o motivo condutor de Khan em The Wrath of Khan e a música klingon de Jerry Goldsmith criada para The Motion Picture. Horner também adaptou músicas do balé Romeu e Julieta de Serguei Prokofiev para as cenas tanto do sequestro quanto depois destruição da Enterprise, enquanto a trilha para a ressurreição de Spock foi tirada do final de Brainstorm, também de Horner.

## Temas

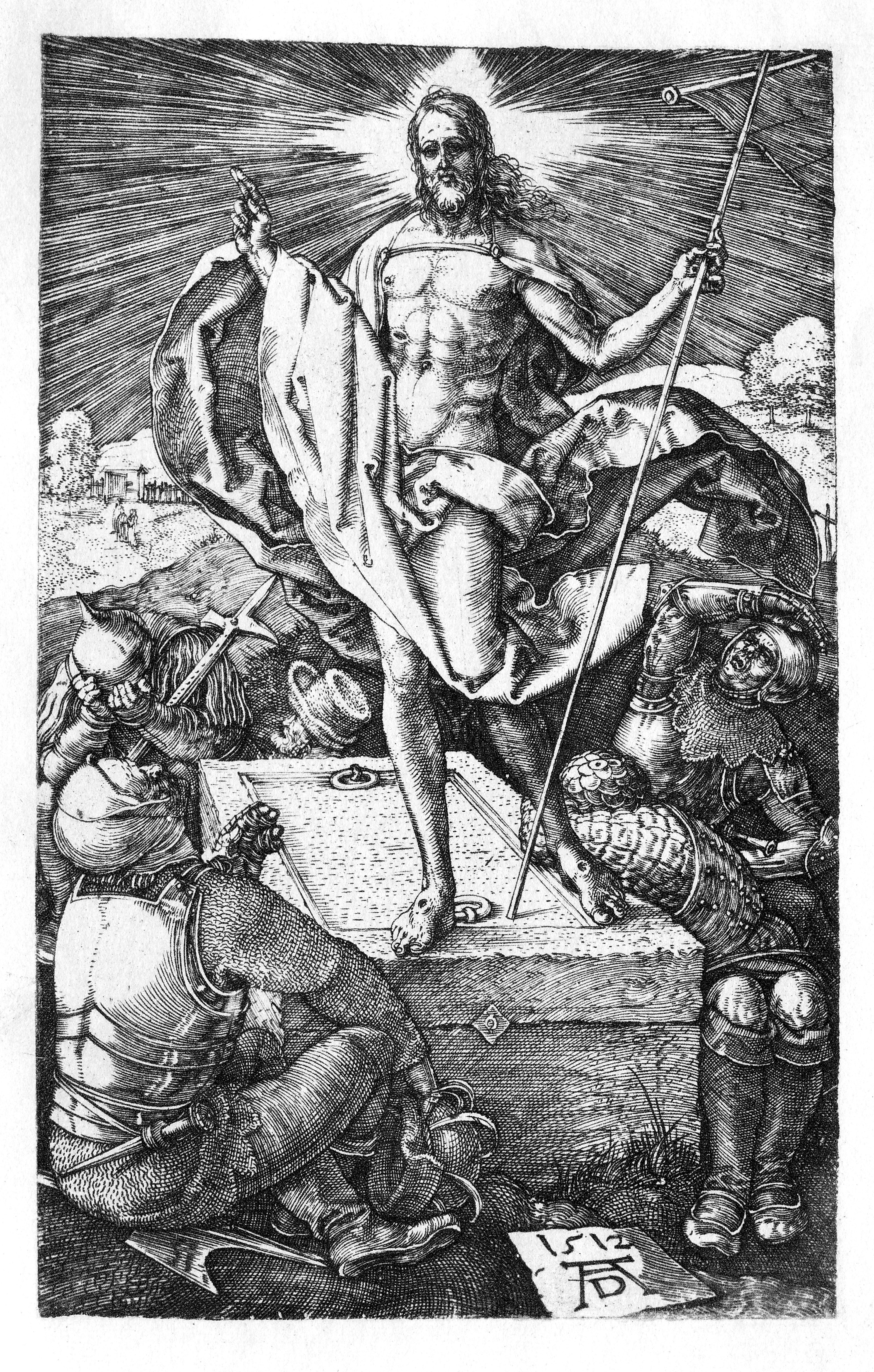
The Search for Spock faz uma exploração dos temas bíblicos de vida, morte e renascimento

Nimoy disse que o tema principal de The Search for Spock é amizade: "O que uma pessoa faria para ajudar um amigo? Quão profundamente o comprometimento de uma amizade deve ir? ... E que sacrifícios, que obstáculos essas pessoas passarão? Esta é a linha emocional do filme [e] o motivo de sua existência". Apesar do corpo de Spock ter sido completamente ressuscitado, sua mente ficou em branco – os autores Michele e Duncan Barrett argumentam que The Search for Spock afirma que a questão mais importante é se a mente do indivíduo funciona, já que esta é a chave para uma existência significativa.
O professor Ross S. Kraemer fala que The Search for Spock "tornou-se a primeira e mais óbvia exploração de Star Trek sobre os temas cristãos do sacrifício, morte salvífica e ressurreição". Segundo Larry J. Kreitzer, The Wrath of Khan proporcionou "suas próprias versões da Sexta-Feira da Paixão e um indício do Domingo de Páscoa por vir", com esses indícios sendo cumpridos pela restauração corpórea de Spock ao final de The Search for Spock. Kraemer destaca que descoberta por Saavik e David do caixão vazio de Spock com as roupas mortuárias faz um paralelo com as evidências encontradas pelos Apóstolos indicando a ressurreição de Jesus no Evangelho de Lucas. A ressurreição de Spock não apenas comprova a crença vulcana da existência do katra, mas também afirma que estes não são apenas um sistema de crenças e sim uma certeza. Barrett destacam os filmes de Star Trek como um todo e The Search for Spock especificamente por propocionarem um distanciamento da série de televisão irreligiosa. Jeffery A. Smith fala em termos mais práticos e afirma que The Search for Spock foi um de muitos filmes de Hollywood sobre histórias em que a morte tinha pouca permanência, algo que culminou na década de 1990.
O planeta Gênesis tornou-se um experimento fracassado parcialmente por motivos dramáticos: ter um limite de tempo para salvar Spock aumentava a tensão. Entretanto, Nimoy também estava interessado em abordar éticas científicas – quão rapidamente a ciência pode mover-se e quais os perigos desse movimento. O professor John Hansen percebeu que enquanto o sacrifício de Spock em The Wrath of Khan foi o "arquétipo da razão e racionalidade manifestando o arquétipo da virtude humana", uma escolha altruísta e feita livremente, a morte de Valkris, a amante de Kruge que havia descoberto muito sobre o Dispositivo Gênesis, em The Search for Spock é muito diferente: a klingon aceita de bom grado sua morte para o "bem comum" como determinado pelo Estado, abrindo mão de sua liberdade e vida. Hansen alega que as questões de liberdade pessoal e tecnologia, neste caso Gênesis, estão "interconectadas". O Dispositivo Gênesis fora desenvolvido como uma tecnologia libertadora a fim de criar vida a partir da falta dela, porém a abordagem klingon foi de um instrumento de dominação, contrastando a visão moderna de como a tecnologia pode promover ou restringir a liberdade.

## Lançamento
The Search for Spock não recebeu uma grande campanha de divulgação. Dentre os produtos promocionais criados para o lançamento estavam calendários temáticos e óculos vendidos no Taco Bell. Uma romantização escrita por Vonda N. McIntyre também foi lançada, alcançando a segunda posição da lista de mais vendidos do jornal The New York Times. O presidente Ronald Reagan realizou uma exibição do filme durante uma semana de folga longe da Casa Branca, assistindo junto com seus amigos seu chefe de gabinete Mike Deaver e o senador Paul Laxalt. Reagan depois escreveu sua opinião: "Não foi muito bom".
A trilha sonora de Horner foi lançada como um disco de vinil pela gravadora Capitol Records com apenas 43 minutos de duração, contendo ainda uma faixa pop interpretada pela banda Group 87. A trilha foi relançada em 2010 pela Retrograde Records em conjunto com a revista Film Score Monthly possuindo dois CDs, o primeiro com a música completa do filme e o segundo com uma remasterização do álbum original. Este relançamento também contém um extenso folheto escrito por Jeff Bond e Lukas Kendall detalhando bastidores sobre a produção da música e análises de cada faixa.
The Search for Spock estreou na América do Norte em 1 de junho de 1984, sendo exibido em um recorde de 1.996 cinemas; mais da metade das salas de cinema dos Estados Unidos estavam preenchidas por blockbusters de verão, incluindo Indiana Jones and the Temple of Doom, Gremlins, Ghostbusters e Top Secret!. The Search for Spock arrecadou mais de dezesseis milhões de dólares em seu primeiro fim de semana, com suas arrecadações caindo 42% em seu segundo fim de semana. A força deste longa e também Temple of Doom nas bilheterias fez a Paramount dominar os negócios no início do verão. O filme acabou arrecadando 76,5 milhões de dólares na América do Norte, ficando com um total mundial de 87 milhões.

### Crítica
The Search for Spock recebeu críticas de maneira geral positivas. Richard Schickel da Time elogiou o filme como "talvez a primeira ópera espacial que merece esse termo em seu sentido mais grandioso". Janet Maslin para o The New York Times e para Newsweek escreveu que apesar do longa ter aparentemente ficado sobrecarregado pelos atores cada vez mais velhos e por elementos televisivos, isso foi contrabalanceado por sua dedicação. Roger Ebert do Chicago Sun-Times disse que o filme era "bom, mas não ótimo" e um meio termo entre o dependente de efeitos The Motion Picture e o movido pelos personagens The Wrath of Khan. Inversamente, a USA Today elogiou The Search for Spock como o melhor dos três filmes lançados até aquele momento e o mais próximo do espírito da série de televisão. Uma resenha completamente negativa veio de Susan Ferrier Mackay do The Globe and Mail, que resumiu o longa como "ru-u-u-im". A autora Jill Sherwin fez uma retrospectiva da franquia em 2010 e sugeriu que o envelhecimento da Enterprise era uma metáfora do envelhecimento de Star Trek. The Search for Spock tem uma nota média de 55/100 no agregador de resenhas Metacritic, indicando críticas "geralmente favoráveis", enquanto que no Rotten Tomatoes sua aprovação é de 79% e o consenso de: "Apesar de talvez carente em efeitos especiais deslumbrantes, The Search for Spock ainda assim é um forte título de Star Trek graças às interpretações eficientes de seu elenco icônico".
Os críticos elogiaram a direção de Nimoy, à qual o USA Today atribuiu o sucesso do filme ao capturar a essência da série de televisão. Maslin na Newsweek escreveu que o longa tinha o melhor ritmo de qualquer filme de Star Trek por causa do diretor, com sua familiaridade com os atores permitindo que ele tirasse o melhor de cada um. David Sterritt do The Christian Science Monitor gostou de como o filme diminuiu a ação a fim de permitir momentos de reflexão, comparando isso com o foco que a maioria dos filmes de ação contemporâneos tinham na ação em vez de nos atores. Rita Kempley do The Washington Post escreveu que a direção de Nimoy foi competente, porém seu passado televisivo transpareceu, "o filme parece feito para a TV". Gary Arnold, também escrevendo para o The Washington Post, concordou com a avaliação televisiva de Kempley, porém afirmou que o diretor foi inteligente em focar-se no essencial de cada cena: "[Nimoy concentra-se] nos atores em meios que lisonjeia e melhora seus trabalhos".
O enredo foi alvo de algumas críticas. Schickel disse que o filme tinha uma história carregada e cheia de "pesados ônus expositivos". Sterritt afirmou que o roteiro algumas vezes tomava direções "arbitrárias" e continha tropeços, por exemplo como a Grissom e sua tripulação são mortos repentinamente, porém seus destinos são ignorados pela história. Arnold escreveu que Shatner perdeu uma oportunidade de ter uma atuação equivalente à revelação de que Kirk era pai de David em The Wrath of Khan. O crítico considerou que a morte de David foi uma tentativa de criar um choque similar, porém sentiu que foi mal sucedida. Harry M. Geduld do The Humanist criticou o longa por aquilo que chamou de "contradições e implausibilidades", como o sabotamento da Excelsior e a regeneração de Spock.
O sentimento de seriedade e camaradagem entre os personagens principais foram citados como aspectos positivos. Maslin escreveu que certos elementos bregas das raízes televisivas foram compensados pela proximidade da tripulação da Enterprise e "pela seriedade e avidez sobre o que parece ser as minúcias mais bobas [...] Isso é o que Trekkies de longa data amam sobre a série, e ainda está lá – um pouco pior para o desgaste, mas praticamente imaculado". O Los Angeles Times afirmou que apesar do espetáculo, a "humanidade do filme novamente prevalece sobre o hardware, e sua inocência é absolutamente cativante". Mackay ofereceu um ponto de vista alternativo, dizendo que os diálogos e ações dos personagens eram "grosseiros" e que os monstros do filme tinham mais vida do que as atuações. A interpretação de Lloyd foi elogiada por David Denby da New York Magazine e por Hunter Reigler do The Daily News.
Os efeitos do filme tiveram uma recepção um tanto conflituosa. Schickel achou que os efeitos eram "tecnicamente hábeis" e ocasionalmente "espirituosos", enquanto Ebert destacou a Ave de Rapina como uma nave de "ótima aparência". Sterritt comentou que os cenários sempre deram a impressão de serem um estúdio em vez do espaço, com Denby escrevendo que mais poderia ter sido feito com Gênesis e que este era um conceito interessante que os efeitos especiais falharam em executar. Kempley gostou dos cenários, dizendo que "quanto mais falsos os cenários", mai próximo o filme parece de suas origens televisivas.

### Home video
The Search for Spock foi lançado em home video pela primeira vez em fevereiro de 1985. Os formatos iniciais incluíam VHS, Betamax, LaserDisc e CED. A Sony fez uma parceria com a Paramount em 1986 a fim de fortalecer seu formato Video8 e dessa forma poder levar títulos como The Search for Spock para a plataforma. O filme recebeu um lançamento em DVD no dia 11 de maio de 2000, porém sem nenhum conteúdo extra e com sua estreia ocorrendo vários meses antes de The Wrath of Khan. Uma edição especial em dois discos foi lançada em 2002, contendo vários conteúdos extras e documentários de bastidores, uma faixa de comentários em texto por Michael Okuda e uma faixa de comentários em áudio com Nimoy, Bennett, Correll e Curtis.
O longa foi lançado em Blu-ray em maio de 2009 junto com todos os outros cinco filmes da série original para coincidir com o estreia nos cinemas de Star Trek. The Search for Spock foi remasterizado com definição 1080p e áudio Dolby TrueHD 7.1. Esta versão vinha com todos os extras do DVD de 2002 mais novos documentários e uma faixa de comentários em áudio com Ronald D. Moore e Michael Taylor. Além da versão avulsa, o filme também foi lançado em um pacote especial com todos os cinco filmes originais chamado Star Trek: The Original Motion Picture Collection e em um pacote com The Wrath of Khan e Star Trek IV: The Voyage Home chamado Star Trek: Motion Picture Trilogy. A versão Blu-ray também foi incluída em setembro de 2013 no pacote especial Star Trek: Stardate Collection que vinha com os primeiros dez filmes da franquia.